# لوییس انریکه
لوئیس انریکه مارتینز گارسیا (اسپانیایی: Luis Enrique Martínez García‎; تلفظ اسپانیایی: [lwis enˈrike]؛ زادهٔ ۸ مه ۱۹۷۰) بازیکن پیشین و سرمربی کنونی فوتبال اهل اسپانیا است که هم اکنون هدایت باشگاه فوتبال پاری سن-ژرمن در لیگ ۱ فرانسه را برعهده دارد. او اهل اسپانیا است و سابقهٔ بازی در تیم‌های اسپورتینگ خیخون، رئال مادرید و بارسلونا را نیز دارد.
او بازیکنی چندپُسته با تکنیک خوب بود که توانایی بازی در چندین موقعیت مختلف را داشت، اما معمولاً به عنوان هافبک یا مهاجم بازی می‌کرد. او به خاطر روحیه جنگنده و استقامت بدنی‌اش نیز شناخته می‌شد. بین سال‌های ۱۹۹۱ تا ۲۰۰۴، برای هر دو باشگاه رئال مادرید و بارسلونا بازی کرد و در هر دو تیم هم به افتخارات فردی و هم تیمی رسید. او در بیش از ۵۰۰ بازی رسمی حضور یافت و بیش از ۱۰۰ گل به ثمر رساند. همچنین با تیم ملی اسپانیا در سه جام جهانی و یک جام ملت‌های اروپا شرکت کرد.
لوئیس انریکه مربیگری را از سال ۲۰۰۸ با تیم بارسلونا B آغاز کرد و سه سال بعد به تیم آ.اس. رم ایتالیا رفت. در فصل ۲۰۱۴–۲۰۱۳ هدایت تیم سلتاویگو را بر عهده گرفت و سپس به بارسلونا برگشت، جایی که در فصل اول موفق به کسب سه‌گانه و در فصل دوم دوگانه شد. او در سال ۲۰۱۸ برای اولین‌بار به عنوان سرمربی تیم ملی فوتبال اسپانیا منصوب شد، اما به دلایل خانوادگی در سال ۲۰۱۹ استعفا داد. همان سال دوباره به این سمت بازگشت و تیم ملی را به نیمه‌نهایی یورو ۲۰۲۰ و نایب‌قهرمانی لیگ ملت‌های ۲۱–۲۰۲۰ رساند. پس از پایان جام جهانی ۲۰۲۲، از سمت خود کناره‌گیری کرد. در ژوئیه ۲۰۲۳ به باشگاه فرانسوی پاری سن ژرمن پیوست و در اولین فصل خود سه جام و در فصل دوم چهار جام از جمله اولین جام لیگ قهرمانان اروپا در تاریخ این باشگاه را به دست آورد.

## دوران بازی

### باشگاهی
لوئیس انریکه در خیخن، استان آستوریاس به دنیا آمد و دوران حرفه‌ای خود را با باشگاه محلی اسپورتینگ خیخون آغاز کرد، جایی که لقب «لوچو» را از روی نام لوئیس فلورس، مهاجم مکزیکی تیم، گرفت. او سپس بیشتر دوران بازی‌اش را در دو باشگاه بزرگ اسپانیا گذراند: ابتدا پنج فصل برای رئال مادرید بازی کرد و، در سال ۱۹۹۶ پس از پایان قراردادش در حالی که در ژانویه ۱۹۹۵ در برد ۵–۰ خانگی مقابل بارسلونا گل زده بود بعدها گفت که «تقریباً هرگز از سوی هواداران رئال مادرید احساس قدردانی نمی‌کرد و خاطرات خوبی از آنجا نداشت»، و سپس به رقیب دیرینه‌شان، بارسلونا، به‌صورت آزاد منتقل شد. در ابتدا هواداران بارسلونا نسبت به خرید جدید خود مردد بودند، اما او به‌سرعت دل کاتالان‌ها را به‌دست‌آورد، هشت سال در تیم ماند، در نهایت کاپیتان شد و بارها در ال‌کلاسیکو مقابل تیم سابقش گلزنی کرد؛ او گل‌هایش را با شور و حرارت در ورزشگاه سانتیاگو برنابئو جشن می‌گرفت، از جمله گلی که با شوتی ۲۵ یاردی به ثمر رساند و پس از آن پیراهنش را با افتخار نشان داد.
لوئیس انریکه در سه فصل اول حضورش در بارسلونا، ۴۶ گل در لالیگا به ثمر رساند، تیم در فصل ۹۷–۱۹۹۶ نایب‌قهرمان شد و پس از آن دو بار متوالی قهرمان لیگ شد. علاوه‌براین، در فصل بعدی توسط روزنامه ال‌پائیس به‌عنوان بازیکن سال اسپانیا انتخاب شد. همچنین گل نخست سوپرجام اروپا ۱۹۹۷ را به ثمر رساند، که منجر به پیروزی ۳–۱ در مجموع برابر بروسیا دورتموند شد.
در سال‌های پایانی حضورش در بارسلونا، لوئیس انریکه اغلب دچار مصدومیت بود و تمایلی به تمدید قراردادش نداشت. باشگاه نخستش، اسپورتینگ خیخون، پیشنهادی به او ارائه داد اما او رد کرد و گفت که «نمی‌تواند به سطحی که از خودش انتظار دارد برسد» و اینکه «با رفتن به اسپورتینگ لطف خاصی در حقشان نخواهد کرد.» نگرانی‌هایش دربارهٔ سطح آمادگی بدنی‌اش باعث شد که در ۱۰ اوت ۲۰۰۴ در سن ۳۴ سالگی بازنشسته شود، و دوران حرفه‌ای‌اش را با مجموع ۴۰۰ بازی و ۱۰۲ گل در لیگ به پایان رساند. در مارس همان سال، پله او را در فهرست ۱۲۵ فوتبالیست زنده برتر جهان قرار داد.

### ملی
لوئیس انریکه برای تیم ملی اسپانیا در سه جام جهانی فیفا حضور داشت: ۱۹۹۴، ۱۹۹۸ و ۲۰۰۲ (و همچنین در یورو ۱۹۹۶). او در مجموع ۶۲ بازی ملی انجام داد و ۱۲ گل به ثمر رساند. همچنین عضوی از تیم طلایی اسپانیا در المپیک تابستانی ۱۹۹۲ بارسلونا بود، و اولین بازی ملی‌اش را در ۱۷ آوریل ۱۹۹۱ انجام داد؛ او ۲۲ دقیقه در شکست ۲–۰ دوستانه مقابل رومانی در شهر کاسرس بازی کرد.
در جام جهانی ۱۹۹۴ که در ایالات متحده برگزار شد، انریکه اولین گل ملی‌اش را در مرحله یک‌هشتم نهایی و در برد ۳–۰ برابر سوئیس در واشینگتن دی‌سی به ثمر رساند. در شکست ۲–۱ مرحله یک‌چهارم نهایی مقابل ایتالیا در ورزشگاه فاکسبرو، آرنج مائورو تاسوتی به صورت او برخورد کرد و بینی‌اش را خونین کرد، اما این خطا در جریان بازی جریمه‌ای در پی نداشت — هرچند بعداً تاسوتی با محرومیت هشت‌جلسه‌ای مواجه شد؛ وقتی اسپانیا در یورو ۲۰۰۸ و در تاریخ ۲۲ ژوئن مقابل ایتالیا قرار گرفت تا برای صعود به نیمه‌نهایی بجنگد، گزارش شده که لوئیس انریکه خواستار «انتقام‌گیری» از اتفاقات جام جهانی ۱۹۹۴ شد و بازیکنان را تشویق کرد که با شکست دادن ایتالیا انتقام بگیرند. تاسوتی، که آن زمان دستیار مربی میلان بود، در مصاحبه‌ای با روزنامه مارکا گفت از اینکه مدام به آن اتفاق یادآوری می‌شود خسته شده و هرگز قصد آسیب‌زدن به بازیکن اسپانیایی را نداشته است.
در جام جهانی ۱۹۹۸، لوئیس انریکه نقش مهمی در پیروزی ۶–۱ برابر بلغارستان در آخرین بازی مرحله گروهی ایفا کرد؛ او یک گل زد، یک پاس گل داد و یک پنالتی گرفت، با این حال اسپانیا از رقابت‌ها حذف شد. در ۵ ژوئن سال بعد، او یک هت‌تریک به ثمر رساند و اسپانیا در مرحله مقدماتی یورو ۲۰۰۰ با نتیجه ۹–۰ در ویارئال، سان‌مارینو را در هم کوبید.
لوئیس انریکه در تاریخ ۲۳ ژوئن ۲۰۰۲ از بازی‌های ملی خداحافظی کرد تا فرصت بیشتری به بازیکنان جوان داده شود و تمرکز خود را فقط روی بازی‌های باشگاهی بگذارد.

## سبک بازی
لوئیس انریکه با اینکه در طول دوران حرفه‌ای‌اش در پُست‌های مختلفی بازی کرد، اما  بیشتر به‌خاطر تطبیق‌پذیری استثنایی و ثبات عملکردش شناخته می‌شد. او توانایی بازی در هر نقطه‌ای از خط میانی و خط حمله را داشت و در طول دوران بازی‌اش در تمام پُست‌ها به‌جز مدافع میانی و دروازه‌بان به میدان رفت. انریکه بازیکنی قوی، شجاع، پرانرژی، پرتلاش و تیم‌محور بود که از مهارت‌های فنی خوب، خلاقیت و استقامت بدنی قابل‌توجهی برخوردار بود. پست اصلی او معمولاً هافبک هجومی در مرکز زمین بود، به‌دلیل توانایی‌اش در ایجاد ارتباط بین خط میانی و مهاجمان؛ با این حال، او اغلب در نقش وینگر راست بازی می‌کرد و توانایی پوشش دادن کل جناح راست را داشت. او گاهی به عنوان فول‌بک یا وینگ‌بک هجومی و حتی در مواقعی به عنوان وینگر چپ نیز به‌کار گرفته می‌شد.
به‌دلیل شم گلزنی بالا و توانایی‌اش در نفوذهای هجومی به داخل محوطه جریمه، انریکه چه در نقش مهاجم دوم، پشت مهاجم اصلی تیم، و چه به عنوان مهاجم نوک کلاسیک یا سنتی بارها در پست مهاجم بازی کرد، او حتی در نقش‌های دفاعی‌تر در میانه میدان نیز به‌کار گرفته می‌شد. علاوه‌بر توانایی‌های فنی، تعهد، روحیه رقابتی، اراده قوی و رهبری نیز از ویژگی‌های برجسته او بودند.

## افتخارات

### به عنوان بازیکن
رئال مادرید
- لالیگا(۱): ۹۵–۱۹۹۴
- جام حذفی فوتبال اسپانیا(۱): ۹۳–۱۹۹۲
- سوپر جام فوتبال اسپانیا(۱): ۱۹۹۳

بارسلونا
- لالیگا(۲): ۹۸–۱۹۹۷، ۹۹–۱۹۹۸
- جام حذفی فوتبال اسپانیا(۲): ۹۷–۱۹۹۶، ۹۸–۱۹۹۷
- سوپر جام فوتبال اسپانیا(۱): ۱۹۹۶
- جام برندگان جام اروپا(۱): ۹۷–۱۹۹۶
- سوپر جام اروپا(۱): ۱۹۹۷

#### افتخارات شخص
- بهترین بازیکن لالیگا: ۹۱–۱۹۹۰

### به عنوان مربی
بارسلونا
- لالیگا(۲): ۱۵–۲۰۱۴، ۱۶–۲۰۱۵
- جام حذفی فوتبال اسپانیا(۳): ۲۰۱۵–۲۰۱۴، ۱۶–۲۰۱۵، ۱۷–۲۰۱۶
- سوپر جام فوتبال اسپانیا(۱): ۲۰۱۶
- لیگ قهرمانان اروپا(۱): ۱۵–۲۰۱۴
- سوپر جام اروپا(۱): ۲۰۱۵
- جام باشگاه‌های جهان(۱): ۲۰۱۵

پاری سن ژرمن
- لیگ ۱(۲): ۲۴–۲۰۲۳، ۲۵–۲۰۲۴
- جام حذفی فوتبال فرانسه(۲): ۲۴–۲۰۲۳، ۲۵–۲۰۲۴
- سوپر جام فوتبال فرانسه(۲): ۲۰۲۳، ۲۰۲۴
- لیگ قهرمانان اروپا(۱): ۲۵–۲۰۲۴
- سوپر جام اروپا(۱): ۲۰۲۵

#### افتخارات شخص
- مربی سال لالیگا: ۲۰۱۵
- مربی سال فیفا: ۲۰۱۵
- مربی سال اروپا: ۲۰۱۵
- مربی فصل اروپا: ۱۵–۲۰۱۴
- مربی ماه لالیگا: مه ۲۰۱۶
- بهترین مربی سال فوتبال جهان: ۲۰۱۵

## دوران مربیگری
لوییس انریکه از ژوئن ۲۰۰۸ مربی تیم دوم بارسلونا تا مه ۲۰۱۱ بود و آن تیم را به یک دسته بالاتر یعنی لیگا ادلانته برد. سپس بعد از آن هدایت آ.اس. رم را بر عهده گرفت. در رم موفق نبود و نتوانست کاری پیش ببرد.
لوییس انریکه از مه ۲۰۱۴ رسماً و طی قراردادی ۲ ساله به عنوان سرمربی بارسلونا معرفی شد و در ابتدا بسیار ضعیف نتیجه گرفت تا جایی که کسی به بارسلونای انریکه نمی‌توانست خوش بین باشد اما شرایط زودتر از آنچه انتظار می‌رفت تغییر کرد و در پایان فصل، بارسلونا با انریکه صاحب ۵ جام شد. بارسلونا که صاحب هر دو جام حذفی و لالیگا شده بود سوپر جام اسپانیا را با اتلتیکو بیلبائو که نائب قهرمان حذفی شده بود برگزار کرد. تیم بارسلونا که از سفر آمریکا و دوران بدنسازی آمده بود با یک تیم خسته و بی‌انگیزه در بیلبائو حاضر شد. اتلتیکو که جام حذفی را واگذار کرده بود با چهار گل تیم انریکه را شکست داد. بازی برگشت در نیوکمپ مساوی شد تا انریکه نتواند به رکورد گواردیولا یعنی ۶ گانه کامل برسد. در سال بعد انریکه توانست دوگانه برای بارسلونا به ارمغان آورد. همچنین در فصل آخر فقط توانست به قهرمانی جام حذفی برسد و در لالیگا با ۳ امتیاز کمتر نسبت به حریف خود رئال مادرید با ۹۰ امتیاز بارسا را نایب قهرمان کند و در لیگ قهرمانان اروپا در دور یک‌هشتم نهایی توانست با ارائهٔ یک بازی خوب و معجزه آسا حریف خود پاری سن ژرمن را ۶ بر یک در خانه شکست دهد و شکست ۴ بر ۰ در دور رفت را جبران کند و به مرحله بعد برسد اما منتقدان معتقد بودند با این همه نوسان در نتایج نمی‌شود به موفقیت تیم انریکه امیدوار بود. در مرحله بعد همین‌طور هم شد، بارسلونا در مقابل یوونتوس قرار گرفت که در بازی رفت در ورزشگاه یووه ۳ بر ۰ نتیجه را واگذار نمود و در بازی برگشت نیز در نیوکمپ بازی با تساوی بدون گل خاتمه یافت و بارسلونا از جام کنار رفت. انریکه بعد از سه فصل و ۹ جام بارسا را ترک نمود و جای خود را به ارنستو والورده مربی پیشین اتلتیک بیلبائو داد. وی در ۹ ژوئیه ۲۰۱۸ رسماً سرمربی تیم ملی فوتبال اسپانیا شد و در حال حاضر نیز سرمربی پاری سن ژرمن است.